# Acracona pratti
Acracona pratti is een vlinder van de familie van de snuitmotten (Pyralidae). De wetenschappelijke naam van deze soort is voor het eerst voorgesteld als Acara pratti door George Hamilton Kenrick in een publicatie uit 1917.
De soort komt voor op Madagaskar. De rups van deze soort leeft in een nest van mieren van het geslacht Crematogaster.